# Veliki pes (ozvezdje)
Veliki pes oziroma Canis Major je svetlo južno ozvezdje. V njem leži najsvetlejša zvezda na nebu, Sirij. Je starogrško ozvezdje, predstavlja pa večjega Orionovega lovskega psa.

## Zvezde
Sirij (Alfa) je z magnitudo -1,4 najsvetlejša zvezda na nebu. Druga najsvetlejša zvezda v ozvezdju (22. na nebu) je z magnitudo 1,5 Adhara (Beta). Svetlejše so še Delta (magnituda 1,8), Beta (magnituda 2,0), Eta (magnituda 2,4) ter Zeta in Omikron-2 (magnituda 3,0). V njem leži tudi največja znana zvezda na nebu, VY Velikega psa.

## Zvezdne kopice
V Velikem psu so tri svetlejše razsute zvezdne kopice:
- M41 s svetlostjo 4m5/38´ leži 4° južno od Sirija in jo v jasni, temni noči brez težav vidimo s prostim očesom.

- NGC 2362,ki obkroža zvezdo Tav, s svetlostjo 4m1/8´, je ena najmlajših razsutih kopic.

- NGC 2354 (6m5/20´) leži manj kot 2° južneje od NGC 2362.